# Flugplatz Bellechasse

i7
i11
i13
Der Flugplatz Bellechasse ist ein privater Segelflug-Flugplatz in Bellechasse im Kanton Freiburg. Er wird durch die Segelfluggruppe Freiburg betrieben.

## Lage
Der Flugplatz liegt etwa 19 km östlich von Neuenburg auf dem Gebiet der politischen Gemeinde Mont-Vully. Naturräumlich liegt der Flugplatz im Bereich des Drei-Seen-Landes.

## Flugbetrieb
Am Flugplatz Bellechasse findet ausschliesslich Flugbetrieb mit Segelflugzeugen statt. Die Segelflugzeuge starten per Flugzeugschlepp. Ausser für den Flugzeugschlepp wird auf dem Flugplatz Bellechasse kein Motorflug betrieben. Der Flugplatz verfügt über eine 520 m lange Start- und Landebahn aus Gras. Er ist für auswärtige Motorflugzeuge gesperrt.